# Collembola
Los colémbolos (Collembola) son una clase de artrópodos hexápodos cercana a los insectos, y a veces se les clasifica dentro de ellos. Son animales diminutos, ubicuos, que ocupan todos los continentes (incluso la Antártida). Son, probablemente, los hexápodos más numerosos de la Tierra: hasta 15,320 colémbolos/m².
Su registro fósil data desde el Devónico (Rhyniella, Protoisotoma, hace unos 400 millones de años) siendo, pues, uno de los animales terrestres más antiguos.No obstante, hoy se le considera como perteneciente al stem-group Collembola.

## Morfología
Su nombre común en inglés (springtail) lo reciben de un apéndice retráctil (fúrcula o furca) con el cual pueden propulsarse muchas veces la longitud de su cuerpo, que no suele superar los 5 o 6 mm.
Sobre la cabeza se alzan dos antenas segmentadas (a veces por la subsegmentación parecen tener más segmentos). Tienen 6 segmentos abdominales o menos. Las antenas forman cuatro artejos, los cuales tienen su propia musculatura y pueden moverse independientemente de otros. A diferencia de los insectos, detrás de las antenas se ubica un órgano sensorial postantenal (Órgano de Tömösvary), ausente sólo en colémbolos de vida epigea. Dicho órgano tiene forma variable y se cree que sirve para percibir estímulos químicos ambientales. Los ojos situados detrás de las antenas y del órgano postantenal, son sencillos y de número variable, de uno a ocho a cada lado de la cabeza. El aparato bucal es de tipo masticador en la mayoría de los casos, aunque existen especies de la familia Neanuridae donde hay una prolongación de las distintas piezas bucales, que permite al individuo picar; en su parte ventral, la cabeza tiene una especie de canal que sigue por el tórax hasta alcanzar el primer extremo abdominal. 
En el tórax existe un par de patas por cada segmento, tres pares. El abdomen presenta seis segmentos. La abertura genital se encuentra sobre el quinto y está desprovista de estructuras externas relacionadas con la reproducción. En la sección ventral del primer segmento hay una especie de evaginación viscosa denominada colóforo, que sirve al animal para adherirse a sustratos muy lisos, incluso cuando se encuentra en posición vertical, ya que en el principio del tubo ventral, del que salen dos vesículas, está siempre irrigado por una secreción mucosa. Sobre el tercer segmento abdominal del lado ventral hay una formación birramosa denominada tenáculo, doblada bajo el cuerpo cuando el animal no lo utiliza. Los colémbolos poseen además un órgano de salto llamado fúrcula, el cual es retenido por el tenáculo. La fúrcula se compone de manubrio, dientes y mucrón; al ser accionada provoca que el espécimen pueda saltar.

## Ecología

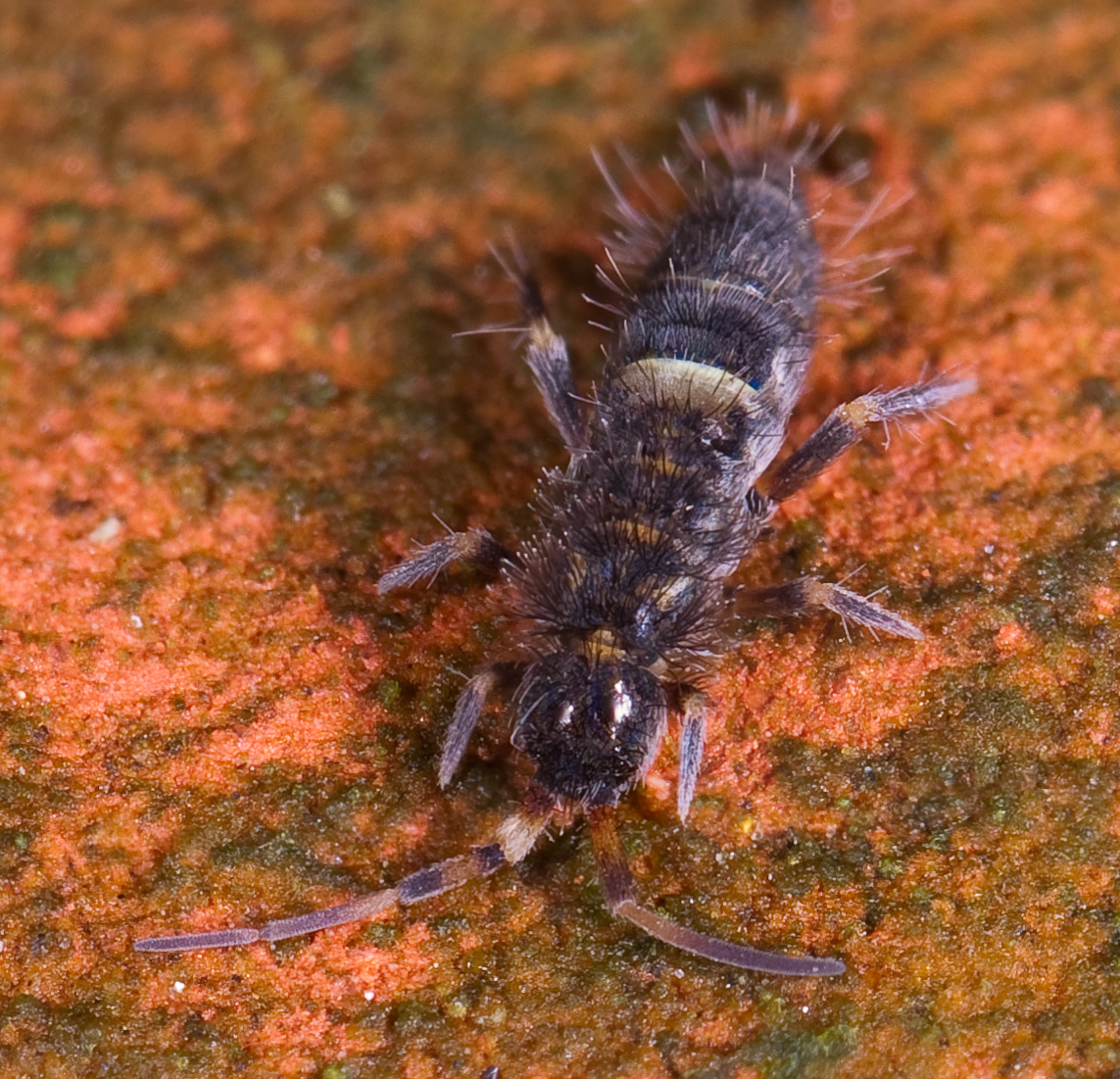
Orchesella cincta.

Los colémbolos se pueden categorizar por sus dietas, ya que tienen una morfología bucal particular dependiendo de lo que comen. Dependiendo de la especie, podemos observar colémbolos succionadores, micófagos, carnívoros, fitófagos, omnívoros, entre otros grupos de especialistas, por lo que de manera general podemos decir que se alimentan de protozoarios, nemátodos, rotíferos, tardígrados, bacterias, algas, hongos y hojarasca en descomposición.
La forma de reproducirse es característica: el macho no posee órganos de cópula aptos para trasladar los productos germinales a las vías genitales femeninas. En cambio el macho produce un espermatóforo donde los espermatozoides se protegen de la desecación mientras se realiza su deposición y el momento que la hembra los recoge.  El espermatóforo se sitúa en la cúspide de un pedúnculo breve que el macho asegura al sustrato. Con frecuencia, antes de la deposición de los espermatóforos, hay un largo cortejo con la hembra. Al término del cortejo, la hembra coloca su abertura genital sobre el espermatóforo.  Se ha informado de diversos casos de partenogénesis en muchas especies de colémbolos (Folsomia,Tullbergia, Neanura).
Apacentadores de microflora y microfauna especialmente en la rizosfera; realizan dispersión de microorganismos, helmintos y céstodos parásitos; son hospedadores de parásitos; presa de macrofauna; ingenieros del microecosistema.
Los colémbolos del suelo son generalmente sometidos a una fuerte presión depredadora debido a su comportamiento gregario, no obstante, se encuentran en alto número en el suelo y esto plantea la pregunta de si los colémbolos han desarrollado estrategias de defensa contra depredadores. La estrategia más común de los colémbolos para escapar de los depredadores es la habilidad de saltar; pero las especies de Onychiuridae sin ojos que habitan el suelo, que han perdido su habilidad para saltar, liberan fluidos repelentes por medio de pequeñas aperturas cuniculares, los pseudocelos (pueden presentarse en la parte posterior y son exhibidos frente a un ataque) que también pueden secretar señales de alarma. El comportamiento agregado de los colémbolos está estrechamente relacionado con la comunicación y coordinación entre individuos. El mantenimiento de la agregación y su imitación depende de la presencia y actividad de señales. Además, a través de la producción de feromonas sexuales y de agregación, los colémbolos pueden sincronizar las mudas y la reproducción.
Se ha demostrado que en colémbolos, así como en otros artrópodos terrestres, se presentan comportamientos migratorios como reacción a cambios en la calidad del ambiente y también a la polución.
En el verano de 2010, una expedición hispano-rusa se adentró en la Cueva de Voronia (Abjasia) y halló cuatro nuevas especies de colémbolos siendo dos de ellos los artrópodos encontrados a mayor profundidad (en tierra) en el planeta. El espécimen encontrado a mayor profundidad, 1980 metros, fue nombrado Plutomurus ortobalaganensis y es ciego, de color pardo y mide 4 milímetros; el encontrado a 1600 metros, Schaefferia profundissima, mide un milímetro, es amarillento y carece de ojos (o tiene uno residual).

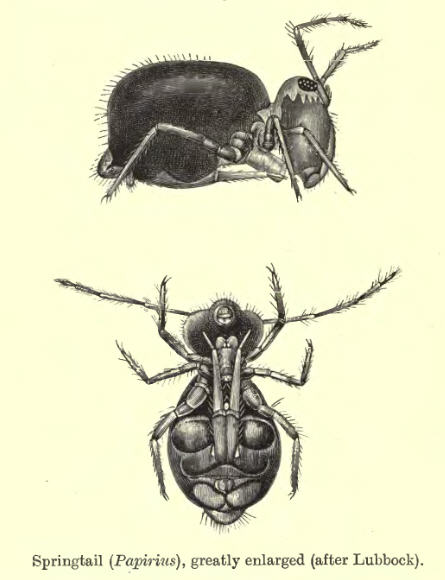
Una especie de Sminthurinae (Symphypleona: Sminthuridae)

## Taxonomía
Aún no existe un consenso total acerca de la taxonomía de los colémbolos, aunque tradicionalmente se les ha dividido en cuatro órdenes:
- Orden Poduromorpha
- Orden Entomobryomorpha
- Orden Neelipleona
- Orden Symphypleona

En algunas clasificaciones, Poduromorpha y Entomobryomorpha se reúnen en el orden Arthopleona, con el rango de superfamilias (con el nombre de Pudoroidea y Entomobryoidea, respectivamente).

## Árbol filogenético
La filogenia más aceptada en la actualidad usa estudios del genoma completoː

|  | Poduromorpha                                                      |
|  |                                                                   |
|  | \| \| Symphypleona \| \| \| \| \| \| Entomobryomorpha \| \| \| \| |
|  |                                                                   |
|  | Symphypleona                                                      |
|  |                                                                   |
|  | Entomobryomorpha                                                  |
|  |                                                                   |

|  | Symphypleona     |
|  |                  |
|  | Entomobryomorpha |
|  |                  |

|  | Poduromorpha                                                      |
|  |                                                                   |
|  | \| \| Symphypleona \| \| \| \| \| \| Entomobryomorpha \| \| \| \| |
|  |                                                                   |
|  | Symphypleona                                                      |
|  |                                                                   |
|  | Entomobryomorpha                                                  |
|  |                                                                   |

|  | Symphypleona     |
|  |                  |
|  | Entomobryomorpha |
|  |                  |

Hay más de 8,200 especies descritas de distribución mundial, en más de 670 géneros, 31 familias, 15 superfamilias y 4 órdenes.
Los fósiles antes del Cretácico son muy escasos. La mayoría se encuentran incrustados en ámbar. Se han citado en los ámbares del Eoceno de Canadá y Europa, del Mioceno de México y República Dominicana, del Cretácico superior de Myanmar y Canadá,y del Cretácico inferior de España.

## Relaciones con los humanos

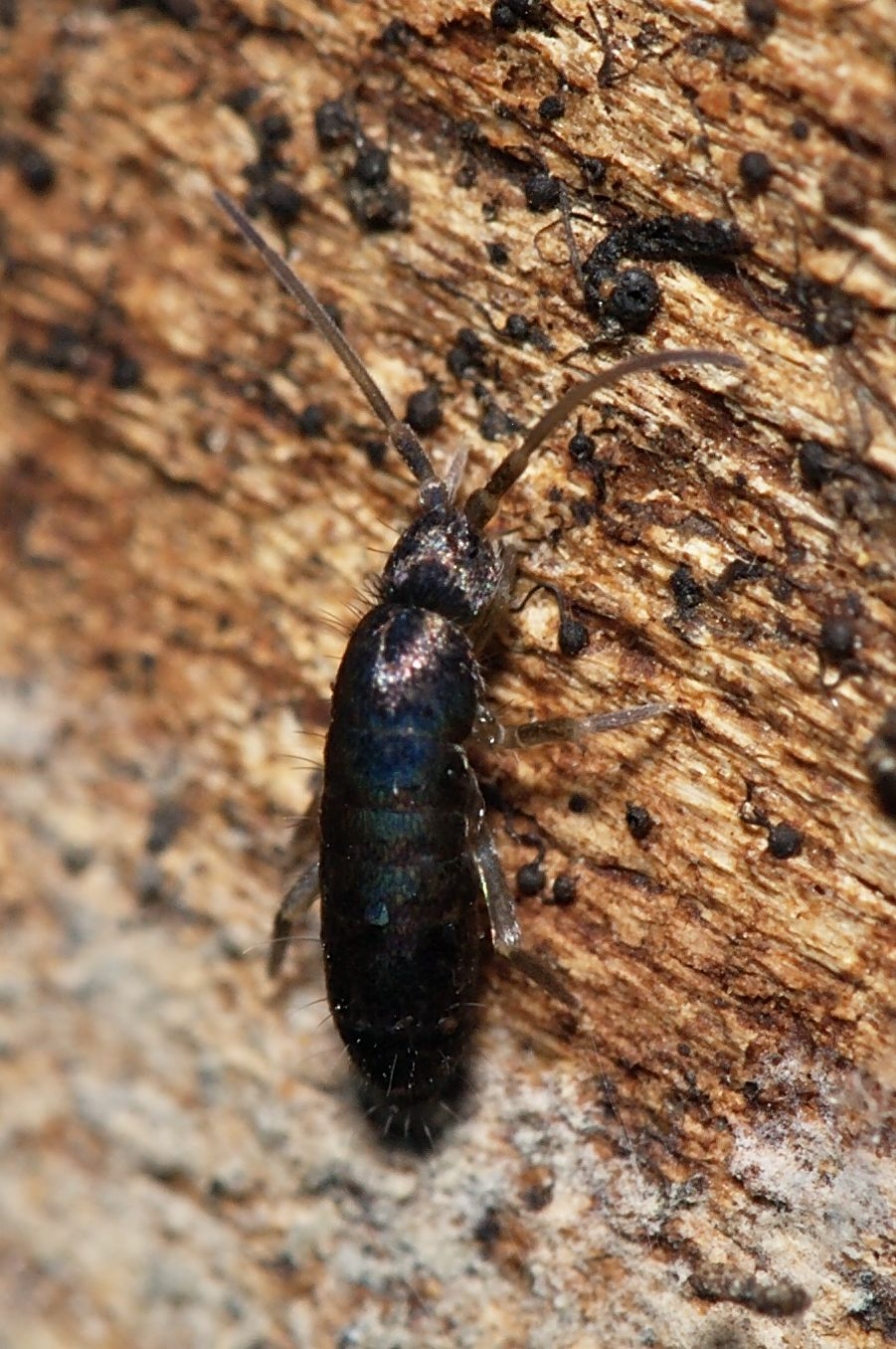
Tomocerus sp. de Alemania.

Los colémbolos son bien conocidos como plagas de algunos cultivos agrícolas. Se ha demostrado que Sminthurus viridis, la pulga de la alfalfa, causa graves daños a los cultivos agrícolas, y se considera una plaga en Australia. También se sabe que los Onychiuridae se alimentan de tubérculos y los dañan en cierta medida. Sin embargo, por su capacidad de transportar esporas de hongos micorrízicos y bacterias auxiliares de micorrizas en su tegumento, los colémbolos del suelo desempeñan un papel positivo en el establecimiento de simbiosis entre plantas y hongos y, por lo tanto, son beneficiosos para la agricultura. También contribuyen a controlar las enfermedades fúngicas de las plantas mediante su consumo activo de micelios y esporas de hongos patógenos y de residuos marchitos. Se ha sugerido que podrían criarse para usarse en el control de hongos patógenos en invernaderos y otros cultivos de interior.
Varias fuentes y publicaciones han sugerido que algunos colémbolos pueden parasitar a los humanos, pero esto es totalmente inconsistente con su biología, y nunca se ha confirmado científicamente tal fenómeno, aunque se ha demostrado que las escamas o los pelos de los colémbolos pueden causar irritación cuando se frotan sobre la piel. A veces pueden ser abundantes en interiores, en lugares húmedos, como baños y sótanos, e, incidentalmente, encontrarse en la propia persona. Más a menudo, las afirmaciones de infección persistente de la piel humana por colémbolos pueden indicar un problema neurológico, como una parasitosis, un problema psicológico más que entomológico. Los propios investigadores pueden estar sujetos a fenómenos psicológicos. Por ejemplo, una publicación de 2004 que afirmaba que se habían encontrado colémbolos en muestras de piel se determinó más tarde como un caso de pareidolia; es decir, en realidad no se recuperaron especímenes de colémbolo, pero los investigadores mejoraron digitalmente las fotografías de los restos de la muestra para crear imágenes que se asemejaban a pequeñas cabezas de artrópodos, que luego se afirmó que eran restos de colémbolo. Sin embargo, Steve Hopkin informa de un caso en el que un entomólogo aspiró una especie de Isotoma y en el proceso inhaló accidentalmente algunos de sus huevos, que eclosionaron en su cavidad nasal y lo enfermaron bastante hasta que fueron expulsados.
En 1952, China acusó al ejército de Estados Unidos de propagar insectos y otros objetos cargados de bacterias durante la guerra de Corea al arrojarlos desde cazas P-51 sobre aldeas rebeldes en Corea del Norte. En total, EE. UU. fue acusado de arrojar hormigas, escarabajos, grillos, pulgas, moscas, saltamontes, piojos, colémbolos y moscas de piedra como parte de una  guerra biológica. Las supuestas enfermedades asociadas incluían ántrax, cólera, disentería, septicemia aviar, paratifoidea, peste, tifus de los matorrales, viruela y tifoidea. China creó una comisión científica internacional para investigar una posible guerra bacteriana y finalmente dictaminó que Estados Unidos probablemente participó en una guerra biológica limitada en Corea. El gobierno de Estados Unidos negó todas las acusaciones y en su lugar propuso que las Naciones Unidas enviaran un comité de investigación formal a China y Corea, pero China y Corea se negaron a cooperar. Entomólogos canadienses y estadounidenses afirmaron además que las acusaciones eran ridículas y argumentaron que las apariciones anómalas de los insectos podían explicarse mediante fenómenos naturales. Las especies de colémbolo citadas en acusaciones de guerra biológica en la guerra de Corea fueron Isotoma (Desoria) negishina (una especie local) y la "coleóptero de rata blanca" Folsomia candida.
Los colémbolos cautivos a menudo se mantienen en un terrario como parte de un equipo de limpieza.